# Lovere
Lovere (met de klemtoon op de eerste lettergreep) is een gemeente in de Italiaanse provincie Bergamo (regio Lombardije) en telt 5552 inwoners (31-12-2004). De oppervlakte bedraagt 7,4 km², de bevolkingsdichtheid is 776 inwoners per km². Lovere is gelegen aan de Bergamasker kant van het Iseomeer.

## Demografie
Lovere telt ongeveer 2401 huishoudens. Het aantal inwoners daalde in de periode 1991-2001 met 4,2% volgens cijfers uit de tienjaarlijkse volkstellingen van ISTAT.
| Jaar | Inwoneraantal |
| ---- | ------------- |
| 1991 | 5675          |
| 2001 | 5437          |
| 2004 | 5552          |

## Geografie
De gemeente ligt op ongeveer 208 m boven zeeniveau.
Lovere grenst aan de volgende gemeenten: Bossico, Castro, Costa Volpino, Pianico, Pisogne (BS), Sovere.

## Geboren
- Marco Serpellini (1972), wielrenner
- Elena Fanchini (1985-2023), alpineskiester
- Davide Guarneri (1985), motorcrosser
- Nadia Fanchini (1986), alpineskiester

## Externe link

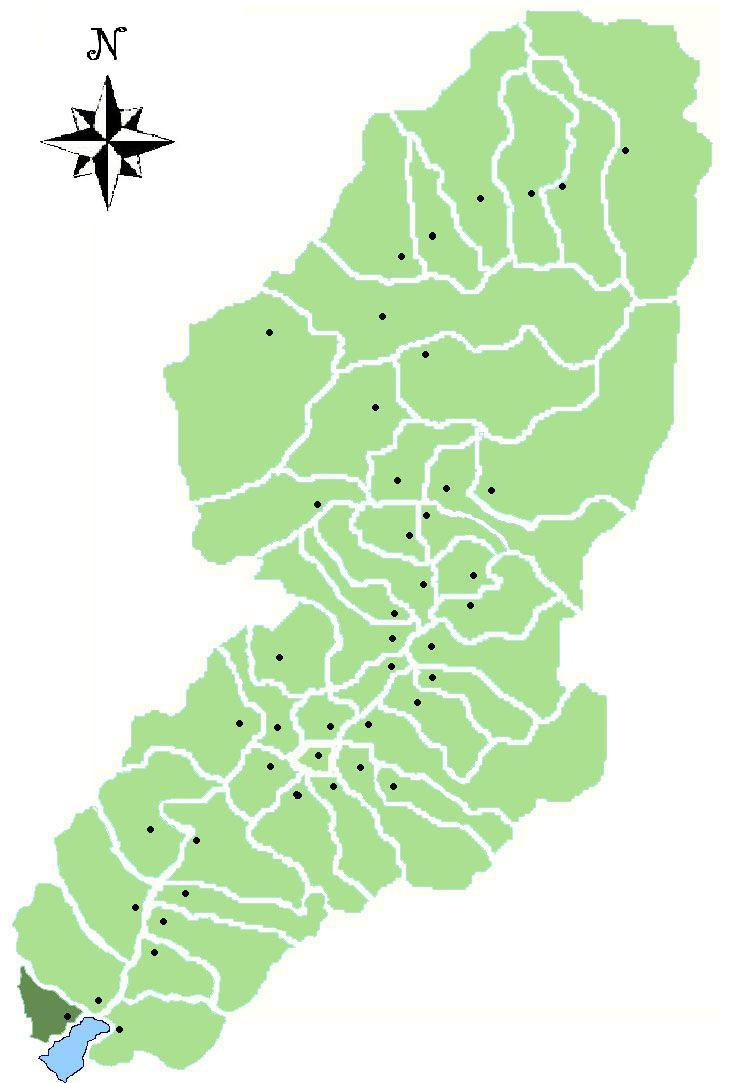
Lovere's land in Valle Camonica